# Gran Premio Industria e Artigianato 2006
Il Gran Premio Industria e Artigianato 2006, quarantesima edizione della corsa e trentesima con questa denominazione, valido come evento dell'UCI Europe Tour 2006 categoria 1.1, si svolse il 29 aprile 2006 su un percorso totale di 200 km. Fu vinto dall'italiano Damiano Cunego che terminò la gara in 4h50'06", alla media di 41,365  km/h.
Partenza con 124 ciclisti, dei quali 53 portarono a termine il percorso.

## Ordine d'arrivo (Top 10)
| Pos. | Corridore            | Squadra      | Tempo    |
| ---- | -------------------- | ------------ | -------- |
| 1    | Damiano Cunego       | Lampre       | 4h50'06" |
| 2    | Daniele Pietropolli  | Tenax        | s.t.     |
| 3    | Franco Pellizotti    | Liquigas     | s.t.     |
| 4    | Giampaolo Cheula     | Barloworld   | s.t.     |
| 5    | Amets Txurruka       | Barloworld   | s.t.     |
| 6    | Miguel Ángel Rubiano | Panaria      | s.t.     |
| 7    | Valerio Agnoli       | Naturino     | s.t.     |
| 8    | Santo Anzà           | Selle Italia | s.t.     |
| 9    | Massimo Giunti       | Naturino     | s.t.     |
| 10   | Eddy Ratti           | Naturino     | s.t.     |